# 横谷温泉
横谷温泉（よこやおんせん）は、長野県茅野市北山にある温泉。

## 概要
一帯は「奥蓼科温泉郷」と呼ばれる温泉郷である。メルヘン街道沿いに位置する蓼科中央高原より奥に入った、横谷渓谷に流れる渋川のほとりに湧く。
「信玄の隠し湯」であったとの伝説が残り、江戸時代から諏訪藩御用達だった湯である。
標高1,250メートルに位置する、一軒宿の「横谷温泉旅館」が渋川沿いにある。

## 泉質
- 含鉄泉・二酸化炭素泉
含鉄泉と二酸化炭素泉の混合泉で、湧き出した無色透明の湯が空気に触れると鉄分により茶褐色（黄金色）に変化する。

## 交通アクセス
- 鉄道：中央本線茅野駅よりメルヘン街道バスで約30分。